# День заповедников и национальных парков
День заповедников и национальных парков — официальный праздник, который отмечается в Российской Федерации по инициативе ряда экологических организаций. Эта дата отмечается в России ежегодно 11 января.
Приказ о создании первого Баргузинского заповедника (Республика Бурятия) был подписан 29 декабря 1916 года (11 января по новому стилю).
В Российской Федерации создание особо охраняемых природных территорий (ООПТ) является традиционной и эффективной формой природоохранной деятельности.

## История и празднование
«Всероссийский день заповедников и национальных парков» — сравнительно молодая дата в календаре экологов. Его стали отмечать, начиная с 1997 года. Именно в том году «Центр охраны дикой природы» и «Всемирный фонд дикой природы» выступили с инициативой ежегодно отмечать в Российской Федерации «День заповедников и национальных парков».
Выбор экологов для проведения «Дня заповедников и национальных парков» пал на эту дату — 11 января не случайно. Именно в этот день, в 1916 году в Бурятии был создан первый в Российской империи государственный заповедник получивший название Баргузинский заповедник (так как расположен на восточном склоне Баргузинского хребта).
Осенью 1916 года в России принят первый правовой акт регламентирующий порядок создания и функционирования заповедников «Об установлении правил об охотничьих заповедниках» и опубликован в издаваемом при Правительствующем Сенате «Собрании узаконений и распоряжений Правительства» № 304 от 30 октября 1916 года.
29 декабря 1916 года (11 января по новому стилю) в России создается первый в истории страны общегосударственный заповедник — Баргузинский, на берегу Байкала, продолжающий функционировать и сегодня. Создание заповедника произошло в период Первой мировой войны, что говорит о внимании Российского государства к сохранению заповедных территорий.
Текст правительственного решения о создании первого заповедника выглядел следующим образом: «Министр земледелия, 29 декабря 1916 г., представил Правительствующему Сенату об установлении Баргузинского заповедника, в Забайкальской области, Баргузинского уезда, расположенного по северу-восточному побережью Байкала в нижеследующих границах…».
В ближайшие годы, до 2020 года будет ещё создано 11 заповедников. В Саратовской области — «Саратовский степной», на Урале — «Шайтан-Тау», в Сибири — «Белозерский», «Степной», «Васюганский», «Барабинский», в Забайкалье — «Джидинский», на Дальнем востоке — «Большое Токко», «Среднекурильский» и заповедник «Медвежьи острова» недалеко от побережья Чукотки. Кроме заповедников будет создано 10 национальных парков. В ближайшие 10 лет государство потратит на развитие заповедников десятки миллиардов рублей.
В настоящее время в России существует около 12 тысяч ООПТ различных уровней и категорий, общая площадь которых составляет 203 млн га (в том числе сухопутная с внутренними водоемами — 193 млн га или 11,3 % всей территории страны). При этом наиболее значимые для сохранения биологического и ландшафтного разнообразия природные комплексы и объекты представлены именно в масштабах системы ООПТ федерального значения, основу которой составляют 102 государственных природных заповедника, 42 национальных парка и 71 государственный природный заказник.
Формирование этой уникальной системы ООПТ является одним из наиболее значимых природоохранных достижений России.
Система ООПТ федерального значения получила интенсивное развитие с 1992 года: за это время в России было создано 28 новых заповедников, 25 национальных парков и 11 федеральных заказников. В целом за истекший период лет общая площадь территорий заповедников, национальных парков и федеральных заказников была увеличена почти на 80 %.
В декабре 2011 г. Правительство Российской Федерации утвердило Концепцию развития особо охраняемых природных территорий федерального значения на период до 2020 г., подготовленную Минприроды России. Концепция рассматривает вопросы совершенствования законодательства и государственного управления, экономического, финансового и кадрового обеспечения ООПТ, организации охраны и защиты природных комплексов, сохранения культурного наследия, развития познавательного туризма, международного сотрудничества и расширения географической сети ООПТ.
В частности, до 2020 г. предусмотрено года создание 11 новых заповедников, 20 национальных парков и 3 федеральных заказников. В 2012 году планировалось создание государственного природного заповедника «Ингерманландский» (Ленинградская область), национальных парков «Берингия» (Чукотский автономный округ) и «Земля леопарда» (Приморский край). В 2013 году был создан национальный парк «Онежское Поморье» (Архангельская область).